# En el balcón vacío
En el balcón es una película por Jomí García Ascot, protagonizada por Nuri Pereña, María Luisa Elío, Conchita Genovés, Jaime Ñuñoz de Baena, Belina García 1962. Aunque fue filmada entre 1961 y 1962, y se exhibió en una serie de festivales en 1962, en México no se estrenó sino hasta 1976 en la Cineteca Nacional.

## Argumento o Sinopsis
'En el balcón vacío' es un juego entre la memoria, la realidad y la imaginación. Gabriela Elizondo (Nuri Pereña como niña y María Luisa Elío como mujer) vive en el exilio en la Ciudad de México y recuerda las experiencias de su infancia durante la Guerra Civil Española. Evoca varios de los acontecimientos que la marcaron al despuntar bélico: un revolucionario que corre por las tejas frente a la ventana de su casa tranquila y el grito de una mujer que lo denuncia; un hombre que le lleva un paquete que contiene la camisa ensangrentada de su padre fusilado; su partida hacia Francia junto con su madre y hermana mayor; su primer desayuno en un café francés; el colegio; el viaje hacia México. Gabriela revive esos recuerdos en su antigua casa española, ahora desocupada y termina gritando con los ojos llenos de lágrimas: "Ayúdame, que no sé por qué he crecido tanto."

## Producción
Se filmó durante un tiempo de 40 domingos entre 1961 y 1962 en el Ateneo Español, el Parque Lira, el Colegio Madrid, el Edificio Condesa, el Desierto de los Leones, el restaurante Bellinghausen, el Panteón Español, el Sanatorio Español y otros lugares de la Ciudad de México, con un costo aproximado de 35 mil pesos.

## Temas
Es una película intimista dedicada a los españoles muertos en el exilio. La película además trata el recuerdo de la infancia, su nostalgia y su invención. Al evocar lo que se ha dejado de ser se reconstruye el pasado.

## Recepción
La crítica se encuentra dividida sobre esta película, por un lado se encuentran críticas como la de Marie Madeleine Brumagne, quien dice:

El XV Festival de Locarno ha revelado una obra. "En el balcón Vacío". La obra es sensible, y de una tonalidad que recuerda la de una película como "Cleo de 5 a 7" de Agnés Varda. Pero lo que constituye su originalidad es que su contenido no tiene nada de abstracto sino una rebelión que nos concierne a todos directamente

Y la de Eduardo Marín Conde:

"En el balcón vacío" es una obra elitista en un término literal; a pesar de tener una hora de duración, se hace larguísima y parece que sobran varios minutos. La unidad narrativa es pobre; la realización,  monótona, y los diálogos, falsos y cursis. Sólo queda, al valorarse ahora, el mérito del intento y del deseo de plasmar una nostalgia personal en un medio de comunicación

## Premios

### Premio FIPRESCI
En el Festival de Cine de Locarno, Suiza, 1962

### Premio Giano d'Oro
En el Festival de Cine Latinoamericano en Sestri Levante, 1963